# 莫洛科沃區
58°10′N 36°46′E / 58.167°N 36.767°E
莫洛科沃區（俄语：Молоковский район），是俄羅斯的一個區，位於該國西部，由特維爾州負責管轄，面積1,182.6平方公里，2010年該區人口5,235，人口密度每平方公里4.43人。